# Енрике Симоне
Енрике Симоне Ломбардо (на испански: Enrique Simonet Lombardo) е испански художник.

## Биография
Симоне е роден на 2 февруари 1866 г. във Валенсия, Испания. Първото му занимание като дете е религиознание, но той бързо го изоставя, за да се отдаде на рисуването. Въпреки че е валенсианец и учи в Кралската академия за изящни изкуства Сан Карлос във Валенсия, той се присъединява към кръг от художници от Малага. Учи се при Бернардо Ферандис Баденес, ставайки част от художествената школа на Малага.
През 1887 г. получава стипендия, за да учи рисуване в Академията за изящни изкуства в Рим, където през 1890 г. нарисува „Анатомия на сърцето“ – картина, която по-късно му печели международно признание и няколко награди. Възползвайки се от престоя си в Италия, Симоне пътува из страната, посещава Париж няколко пъти и през 1890 г. прави обиколка на Средиземноморието. Пътува и до Светите земи, където нарисува знаменитата си „Flevit super illam“, за която получава многобройни медали, включително в Мадрид през 1892 г., в Чикаго през 1893 г., в Барселона през 1896 г. и в Париж през 1900 г. През 1893 г. и 1894 г. Симоне заминава за Мароко като военен кореспондент за списание La Ilustración Española y Americana.
През 1901 г. Симоне става преподавател по Изучаване и форми на природата и изкуството в Кралската академия по изящни изкуства в Барселона. През 1911 г. става член на Кралската академия по изящни изкуства Сан Фернандо в Мадрид.
Симоне умира на 20 април 1927 г. Негови картини са изложени в музея Прадо и в музея на Малага. Картината му „Обезглавяването на Свети Павел“ е поставена на важно място в катедралата на Малага. Тъй като той също се посвещава на декоративната живопис и пейзаж, сред оцелелите му творби, които се открояват, са четирите големи платна „Алегории на правото“ в Палатата на правосъдието в Барселона и „Алегории на Осемте провинции“ в Палатата на правосъдието в Мадрид.

## Галерия
- „Обезглавяването на Свети Павел“, 1887 г.
- „Анатомия на сърцето“, 1890 г.
- „Flevit super illam“, 1892 г.
- „Пушене на наргиле в чайната“, 1892 г.
- „Бръснарят от сука“, 1897 г.
- „Присъдата на Парис“, 1904 г.